# Bőrgyári Capriccio
A Bőrgyári Capriccio egy progresszív blues-rockegyüttes.

## A név eredete
A név nyilvánvalóan Bohumil Hrabal Sörgyári capriccio című regényére utal, amiből film is készült. A könyv is és a film is megjelent Magyarországon.

## A kezdetek
Az együttes 2000 tavaszán alakult az újpesti régi bőrgyár falai közt. Az első, klasszikus felállás a következő volt: Gazdag Viktor - gitár, Bányai Gyula - basszusgitár, Rozgonyi Zoltán - szájharmonika, ritmusgitár, Zarubay Bence - ének, szájharmonika, fuvola, Szabó Zsolt - dobok. Blues és rock feldolgozásokat gyakorolva, hobbizenészként próbálgatták szárnyaikat egy darabig, néha kiegészülve billentyűs ismerősökkel.
Ekkor kapta az együttes nevét. Mindenki papírcetlire írhatta a javaslatát, majd aztán szavazást tartottak. A Bőrgyári Capriccio név bár nyert, de nem aratott osztatlan sikert; úgy gondolták, hogy munkanévnek megfelelő és majd idővel változtatnak rajta. Később azonban annyira megszokták, hogy meghagyták. Első koncertjeiket a sashalmi Josephina Blues Bell elnevezésű helyen tartották 2001-től.

## A formálódás évei
2002-ben Bányai Gyula kivált az együttesből, helyébe kisebb keresgélés után Szigeti Gábor került basszusgitározni. Ekkorra állandó billentyűssel is kiegészült a csapat, Markos Laca személyében.
A klasszikus Eric Clapton-, Canned Heat- és John Mayall- számok mellé pár Santana, Ten Years After és más progresszívebb előadó dalai is bekerültek a repertoárba. Rozgonyi Zoltán kivált az együttesből. Ez év nyarán megismerkedtek egy újpalotai koncerten Preszmayer Katával, aki elvállalta az együttes pesztrálását és a koncertek menedzselését. Az ő munkájának köszönhető, hogy zenéjüket meghallva, többek között Török Ádám is felfigyelt a csapatra, aki ezt követően többször meghívta őket zenélni a Bem Rockpartra. Ősztől állandó klubjukká vált a FÉSZEK klub pincehelyisége, ahol after party jelleggel, éjfélkor kezdődő koncerteket tartottak.
Év végén Szabó Zsolt kilépett és helyére a dobok mögé Tóth (Diza) Dénes került. 2003-2004 az állandó koncertezések és a repertoár bővítésével telt. 2003-ban jelent meg első lemezük Sodródás címmel, Horváth János hangmérnök segítségével, az akkor még létező ARION Hangstúdióban a Hajógyári szigeten. 2003-tól rendszeres fellépői a Keszthelyi Motorostalálkozónak, ahol mindig telt házas és nagy sikerű koncerteket adtak.
Az állandó FÉSZEK koncertek mellé bejött a New Orleans és a Bem Rockpart, valamint a SOHO London Pub, ahol rögzítettek is pár számot, amik közül John Mayall Room to Move-ja fel is került a lemezre. 2004-ben el kellett hagyniuk a bőrgyárban lévő ősi próbahelyet és többszöri keresgélés után Gazdag Viktor munkahelyén, a soroksári úti üzemben találtak új, megfelelő termet. Szigeti Gábor kilépett az együttesből, helyette Barabás Attila vette át basszus szerepét. Az állandó koncertezés és új számok tanulása folytatódott 2005-ben is; az országban több helyüt felléptek.
Őszre megritkultak a koncertek, Preszmayer Kata és Markos Laca kiváltak az együttesből.

## A kiforrott együttes
2006 sorsfordító évnek ígérkezett a csapat életében. Nem vettek fel új billentyűst és a stílusuk is a progresszívebb irányzathoz kezdett közelíteni. Jethro Tull (Locomotive Breath, New Day Yesterday) és újabb Ten Years After-, illetve Alvin Lee-feldolgozások keményítették a hangzást.
A 2006-os tavaszi fesztiválon, a Fringe fesztivál keretében nagy sikert könyvelhettek el a Gödör klubban. Ennek következtében meghívták őket egész nyárra játszani a Deák téren felállított Liberálisok Házába. Az év vége nyugodtan telt, bár a FÉSZEK koncertek rendszerint túlszerveződtek és végül az együttes lemondta a koncertjeit a sok rászervezett együttes miatt.
2007-ben ismét nagy a sikerük volt a Fringe-en, és meghívást kaptak a Gastro Blues fesztiválra is, ahol a Yardbirds előzenekaraként léptek fel. Nyárra elkészült második lemezük, címe: PROGRESSIVE. Az albumot ismét Horváth János rögzítette. Az albumot a soroksári úti üzemben vették fel Zeppelin-stílusban; tehát egyszerre, együtt játszották fel számaikat. Az utómunkálatokkal együtt két hónap alatt elkészült az új album, ami kemény és progresszív stílusával ütősebbre, "sodróbbra" sikeredett, mint az előző, pedig annak volt a címe a Sodródás. Év végére az állandó klubjuk a Telihold Blues Étterem lett. Sorozatban kezdték el a meghívásokat kapni vidéki fellépésekre.
Székesfehérváron és a közös névvel alakult X. Bőrgyári Capriccio fesztiválon is tapsvihart söpörhettek be. Szekszárdon együtt zenéltek Karen Caroll-lal (USA) és Oláh Andorral (szájharmonika). Andor ennek hatására támogatásáról biztosította az együttest. 2008 év elejére megtört a jég és bejutottak az augusztusi SZIGET-fesztiválra. A repertoár közben kiegészült pár Jim Morrison-dallal (Hyacinth House, Riders on the Storm, L. A. Woman…) és egy egyedi Led Zeppelin-feldolgozással is (The Ocean, How many more times…)
Az ősz kiemelkedő bulija a XI Bluespatika Jamboree keretében a Gödörbeli koncert volt a Living Blues előtt. 2008-2009 tele az új album előkészítésével folyt; saját számok magyar szöveggel és sok sztárzenész közreműködésével. 2009 szeptemberében a Magyar Dal Napján is fellépett a csapat, itt debütált KECSI - Kecskés András gitáros.
2009-ben több részletben stúdióba vonult a zenekar, ahol 2010 elejére összeállt a Túlsó oldal című album. A zenét Gazdag Viktor írta, a szövegeket többek között Tóth Dénes dobos, Zarubay Bence énekes, Boros György (Ölveti Blues Band) és több első lemezes szövegíró prezentálta. Az albumon vendégszerepelt Török Ádám, Tátrai Tibor, Póka Egon, Németh Károly, Oláh Andor és Nemes Zoltán.
2010 januárjától új basszusgitáros érkezett a csapatba: Paróczai "Tacskó" Attila, aki a Mini együttes mellett zenél a zenekarban. 2010 februárjában nagy sikerű lemezbemutató koncerten mutatták be a lemezt a Rekettyésben, majd egész évben játszották különböző motoros fesztiválokon, a Sziget fesztiválon stb.
2010 szeptemberében énekesi poszton Kyru csatlakozott a zenekarhoz, aki több évtizedes tapasztalatával erősítette a hangzást.
Ebben a felállásban koncertezték végig a 2011-es évet. Közös turnén léptek fel Török Ádámmal, Závodi Jánossal, Németh Károllyal és Fekete Jenővel. Az év végén újabb átalakulás következett be, basszusgitár poszton Dobit Boateng Aaron váltotta fel. Így fogtak hozzá a legújabb lemez munkálatainak, ami 2012 februárjában Úton címmel meg is jelent.

## Bőrgyári Capriccio 2012-es felállás
- Gazdag Viktor - gitár
- KYRU Radovics László - ének
- Boateng Aaron - basszusgitár
- KECSI Kecskés András - gitár
- DIZA Tóth Dénes - dob

## Bőrgyári Capriccio-albumok
Sodródás (2003)
1. Let's Work Together
2. Driftin'
3. Black Magic Woman
4. Oye Como Va
5. Good Gully Miss Molly
6. Proud Mary
7. All Right Now
8. Room to Move (live, from the SOHO)
9. Slaybo day

Közreműködők:
- Gazdag Viktor - gitár
- Zarubay Bence - ének, szájharmonika
- Preszmayer Kata - vokál
- Szigeti Gábor - basszusgitár
- Markos Laca - billentyű, hammond, vokál
- Tóth (Diza) Dénes - dob
- Springinzeisz (Springi) János - szájharmonika
- Dési (Guba) Tamás - konga, ütős hangszerek, perkák

PROGRESSIVE (2007)
1. One of These Days
2. Choo Choo Momma
3. Good Mornin' Little Schoolgirl
4. Locomotive Breath
5. Love Like a Man
6. New Day Yesterday
7. Sunshine of Your Love
8. Wild Thing (live from Szeptemberfeszt)
9. Who Knows

Közreműködők:
- Gazdag Viktor - gitár, ének
- Zarubay Bence - ének, szájharmonika, fuvola
- Barabás Attila - basszusgitár
- Tóth (Diza) Dénes - dobok

TULSÓ OLDAL (2010)
1, Tulsó oldal
2, Meghalt szerelem
3, Emlékkép
4, Remény
5, Lelkek vándora
6, Nem megyek haza már
7, Batthyány tér blues
8, Kocsma
9, Dugó
10, Lebegés